# Annie-Hélène Dufour
Pour les articles homonymes, voir Dufour.
Annie-Hélène Dufour est une ethnologue et universitaire française, née le 21 février 1947 à Alger et morte le 22 août 2002 à Aix-en-Provence. Elle est spécialisée dans l’étude des pratiques et les représentations de l’espace en Provence, l’expression des identités collectives et l’ethnobotanique.

## Biographie
Après avoir exercé la profession de psychologue, elle débute, en 1976, un cursus d’ethnologie à l’Université d’Aix-Marseille. Elle soutient sa thèse Pratiques et représentations de l'espace dans une commune du littoral varois : Six-Fours-les-Plages en 1983. Elle devient alors conseillère sectorielle à la DRAC Provence-Alpes-Côte d'Azur de 1988 à 1994 et elle est, également, membre de la mission du patrimoine ethnologique du Ministère de la Culture.
Au début de sa carrière d'ethnologue, elle effectue de nombreuses recherches sur le travail des pêcheurs du littoral varois. Après sa thèse sur Six-Fours-les-Plages, elle s’intéresse à la commune des Salins-d’Hyères (1984-1985) et à l’est varois de Cap Garonne au Lavandou (1986-1987). 
En 1994, elle devient maître de conférence à l’Université d’Aix-Marseille. Au sein de la Maison méditerranéenne des sciences de l'homme (MMSH), elle est rattachée au laboratoire d'ethnologie méditerranéenne comparative (LEMC) puis à l'Institut d'ethnologie méditerranéenne et comparative (IDEMEC). Elle a également été présidente du conseil scientifique du musée de Salagon. Elle participe en 2001 à la réalisation d'un entretien avec Germaine Tillion.
Tout au long de sa carrière, elle collecte de nombreux témoignages oraux et des photographies. Après son décès, ses archives sont déposées à la Phonothèque de la MMSH .